# Thomas Reinhardt (Ethnologe)
Thomas Reinhardt (* 1964 in Wiesbaden) ist ein deutscher Ethnologe.

## Leben
Von 1986 bis 1990 studierte er der Lateinamerikanistik, Hispanistik und Ethnologie in Frankfurt am Main und von 1990 bis 1995 Ethnologie und Germanistik in Basel (1995 Licentiatus philosophiae an der Universität Basel). Von 1997 bis 2001 war er Lehrbeauftragter und wissenschaftlicher Angestellter im Fach Kulturwissenschaftliche Anthropologie an der Universität Paderborn. Nach der Promotion 1999 im Fach Historische Ethnologie an der Johann Wolfgang Goethe-Universität Frankfurt am Main war er von 2000 bis 2001 Lehrbeauftragter im Fach Historische Ethnologie an der Goethe-Universität. 2001 war er Independent Scholar im Scholars in Residence Program des Schomburg Center for Research in Black Culture, New York. Von 2001 bis 2004 war er wissenschaftlicher Angestellter am Frobenius-Institut. Nach der Habilitation 2005 im Fach Historische Ethnologie an der Goethe-Universität (Ernennung zum Privatdozenten) war er von 2005 bis 2008 wissenschaftlicher Angestellter im Forschungskolleg „Medien und kulturelle Kommunikation“ an der Universität zu Köln. 2007 vertrat er eine Professur im Fach Afrikanistik an der Universität zu Köln. Von 2009 bis 2012 war er wissenschaftlicher Mitarbeiter in der Lehre an der LMU München. 
Seit 2012 ist er außerplanmäßiger Professor für Ethnologie an der LMU München. 2014 hatte er Chaire Alfred Grosser am Institut d’études politiques de Paris inne.
Seine Forschungsschwerpunkte sind Diaspora- und Postcolonial Studies, Anthropologie der Medien, visuelle Anthropologie, Semiotik, Geschichte und Methoden der Ethnologie, Wissens- und Wissenschaftsgeschichte und Gedächtnispolitiken. Seine regionale Schwerpunkte sind Afrika und Afroamerika.

## Schriften
- Jenseits der Schrift. Dialogische Anthropologie nach der Postmoderne. Frankfurt am Main 2000, ISBN 3-88939-566-X.
- Geschichte des Afrozentrismus. Imaginiertes Afrika und afroamerikanische Identität. Stuttgart 2007, ISBN 3-17-019947-1.
- Claude Lévi-Strauss zur Einführung. Hamburg 2008, ISBN 978-3-88506-658-3.
- Eine Ethnologin im Panthéon. Das außergewöhnliche Leben der Germaine Tillion (1907–2008). Eine biblio-biographische Skizze. München 2017, ISBN  978-3-945254-20-2.